# 阳城镇 (保定市)
阳城镇，是中华人民共和国河北省保定市清苑区下辖的一个乡镇级行政单位。

## 行政区划
阳城镇下辖以下地区：
阳城村、邵庄村、刘指挥村、曹庄村、沈百户村、大位庄村、杨各庄村、唐庄村、西孙庄东街村、西孙庄西街村、西孙庄南街村、王胡庄村、小魏村、西郎庄村、郑庄村、郑各庄村、阎庄村、石庄村、王辛力村和高台村。